# Панамериканский хоккейный турнир
Панамериканский хоккейный турнир (исп. Torneo Panamericano de Hockey sobre Hielo) — ежегодное спортивное соревнование по хоккею с шайбой, проводившееся c 2014 по 2017 год под эгидой ИИХФ. Турнир проводился между мужскими и женскими национальными сборными стран Северной и Южной Америки.

## История
Впервые турнир проводился в Мехико со 2 по 9 марта. В первом турнире среди мужских команд принимали участие сборные Канады, Мексики, Колумбии, Аргентины и Бразилии, а среди женских – две сборных Канады и Мексики. Первым победителем турнира в обоих соревнованиях стали сборные Канады.
Всего было проведено четыре розыгрыша турнира. Среди мужских сборных самой титулованной командой стала сборная Колумбии, а среди женских – команда Мексики.

## Призёры

### Мужчины
| Год  | Чемпион       | 2 место   | 3 место     | Место проведения | Страна  |
| ---- | ------------- | --------- | ----------- | ---------------- | ------- |
| 2014 | Канада (1)    | Мексика   | Колумбия    | Мехико           | Мексика |
| 2015 | Колумбия (1)  | Мексика   | Бразилия    | Мехико           | Мексика |
| 2016 | Колумбия (2)  | Мексика А | Мексика Б   | Мехико           | Мексика |
| 2017 | Мексика А (1) | Колумбия  | Аргентина А | Мехико           | Мексика |

### Женщины
| Год  | Чемпион       | 2 место   | 3 место       | Место проведения | Страна  |
| ---- | ------------- | --------- | ------------- | ---------------- | ------- |
| 2014 | Канада А (1)  | Мексика   | Канада Б      | Мехико           | Мексика |
| 2015 | Мексика (1)   | Колумбия  | Мексика (юн.) | Мехико           | Мексика |
| 2016 | Мексика А (2) | Аргентина | Мексика Б     | Мехико           | Мексика |
| 2017 | Мексика А (3) | Колумбия  | Аргентина     | Мехико           | Мексика |